# Гран-при Малайзии 2012 года
Гран-при Малайзии 2012 года (официально XIV Petronas Malaysian Grand Prix) — автогонка чемпионата мира «Формулы-1», которая прошла с 23 по 25 марта на Международном автодроме Сепанга в Малайзии и стала 860-м по счету Гран-при, а также второй гонкой сезона 2012 Формулы-1.
Дождь начался незадолго до старта, а к 9-му кругу стал настолько силен, что гонка была прервана почти на час. Выигравшие квалификацию гонщики Макларена не смогли в гонке продолжить успех — Хэмилтон из-за задержки на пит-стопе, а Баттон из-за столкновения с Картикеяном. Гонку выиграл Алонсо, вторым впервые в карьере финишировал Перес, некоторое время активно претендовавший на победу. Этот результат стал лучшим в истории для команды Заубер. Дополнил подиум Льюис Хэмилтон. Шумахер принес своей команде первые очки в сезоне, а Жан-Эрик Вернь — первые лично для себя. Бруно Сенна добился лучшего результата в карьере.

## Перед гонкой
По окончании Гран-при Австралии было объявлено, что Хейкки Ковалайнен совершил обгон во время нахождения на трассе пейс-кара. Так как в гонке финн сошел, он был наказан стюардами потерей пяти мест на старте в Малайзии.
Во время прошедшего неделей ранее Гран-при Австралии выяснилось, что на автомобилях команды Мерседес установлены воздуховоды особой конструкции, позволяющие использовать подвижный элемент заднего антикрыла, управляемый системой DRS, для создания эффекта наподобие прошлогоднего F-duct. Смещение подвижного элемента открывало отверстия в полых стойках заднего антикрыла, и поток воздуха через систему трубопроводов передавался на переднее антикрыло, где использовался для организации срыва потока воздуха с поверхности, что в свою очередь приводило к снижению прижимной силы спереди автомобиля. Получающийся эффект позволял увеличить скорость на прямых, что давало преимущество в несколько десятых на круге. Это преимущество было особенно заметно в квалификациях, где систему DRS можно использовать на всем протяжении круга. Использование этой системы широко обсуждалось в прессе и в паддоке, многие отмечали, что она противоречит правилам, запрещающим активные аэродинамические элементы, управляемые непосредственно гонщиком. Между гонками команды Ред Булл и Лотус подали совместный официальный протест в ФИА, потребовав повторно проверить эту систему на соответствие правилам. Рассмотрев протест, ФИА официально подтвердила легальность данной системы.

## Свободные заезды

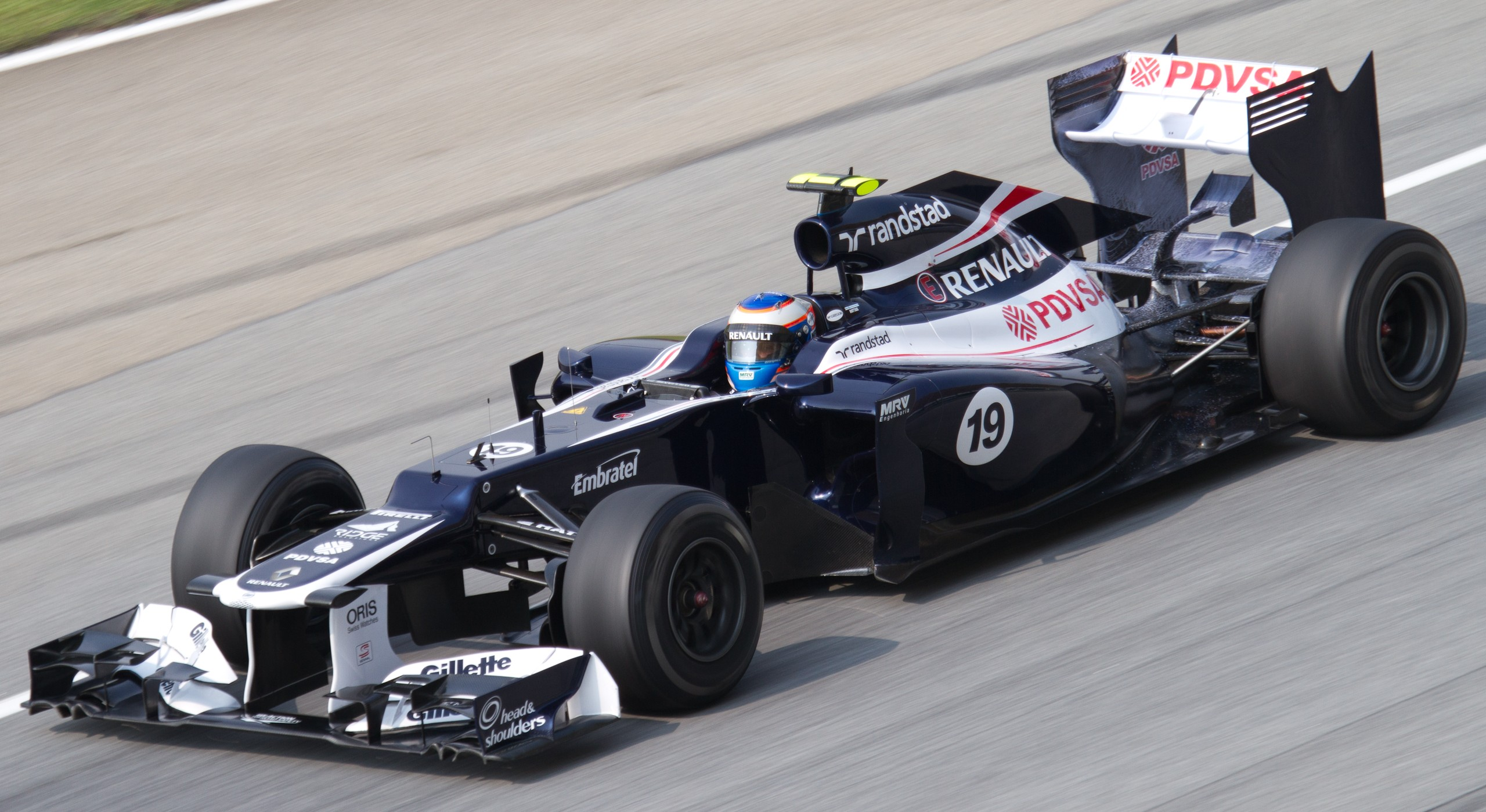
Валттери Боттас

Первая сессия свободных заездов прошла без сюрпризов. Лучшее время показал Хэмилтон, далее расположились Феттель и гонщики Мерседеса. Несколько гонщиков столкнулось с техническими проблемами, самой серьёзной из которых оказалась поломка коробки передач у Картикеяна. Также впервые в сезоне на трассе появился резервный гонщик: дебют Валттери Боттаса принес ему по итогам этой сессии 11-е место.
Вторая сессия не обошлась без происшествий — вылетел Ди Реста, а у Кобаяси вышла из строя коробка передач. Место Боттаса занял основной гонщик Бруно Сенна. Лучшее время, как и с утра, досталось Хэмилтону. Вообще, как в первой, так и во второй сессиях впереди были гонщики McLaren и Mercedes. После окончания второй сессии стало известно, что команда Lotus F1 Team была вынуждена заменить коробку передач на автомобиле Кими Райкконена, в связи с чем гонщик получил штраф в пять позиций на старте.
Третья сессия свободных заездов началась на влажной после дождя трассе, так что первые круги гонщики совершали на дождевой и промежуточной резине. В связи с этим первое время активность на трассе была невысокой. Льюис Хэмилтон вылетел в гравий, но смог уберечь машину от крупных повреждений. Лучшее время удалось показать Росбергу на Mercedes.
| Сессия | № | Лидер          | Конструктор      | Ш | Время    | Погода                                  | Воздух °C | Трасса °C |
| ------ | - | -------------- | ---------------- | - | -------- | --------------------------------------- | --------- | --------- |
| 1      | 4 | Льюис Хэмилтон | McLaren-Mercedes | P | 1:38,021 | Солнечно, сухо                          | +29…31    | +34…44    |
| 2      | 4 | Льюис Хэмилтон | McLaren-Mercedes | P | 1:38,172 | Переменная облачность, сухо             | +30       | +45…46    |
| 3      | 8 | Нико Росберг   | Mercedes         | P | 1:36,877 | Переменная облачность, сыро, затем сухо | +27…29    | +29…41    |

### Резервные гонщики
| Гонщик          | Конструктор      | Время    |
| --------------- | ---------------- | -------- |
| Валттери Боттас | Williams-Renault | 1:39,724 |

## Квалификация
Прогноз на уик-енд обещал дождь как в субботу, так и в воскресенье, но квалификация все же прошла при сухой погоде. В первой сессии лучший результат показал Марк Уэббер. За бортом квалификации остались команды Caterham, Marussia и HRT, гонщики которой в отличие от первой гонки, все же уложились в 107 % от времени лидера. Также квалификацию окончил Жан-Эрик Вернь, совершивший ошибку в решающей попытке.
Во второй сессии квалификации лучшее время поставил Райкконен. Отличился Мальдонадо — он вылетел с трассы, но смог избежать аварии. До попадания в финал ему не хватило совсем немного — он стал 11-м. Не прошли дальше также второй гонщик Williams Бруно Сенна, гонщики Force India в полном составе, Риккардо, Кобаяси и Фелипе Масса, для которого эта неудача стала второй подряд.
В последней сессии Льюис Хэмилтон из McLaren на первом же круге установил результат, который так никому и не удалось улучшить. Поул стал для Хэмилтона вторым подряд с начала сезона. За второе место разразилась острая борьба, победителем которой стал напарник Хэмилтона Дженсон Баттон. Михаэль Шумахер впервые за три года после своего возвращения попал в топ-3 на квалификации. Себастьян Феттель стал единственным из первой десятки, кто показал лучшее время на шинах Hard, остальные из топ-10 будут стартовать на шинах Medium, в случае если гонка не будет дождевой. Фелипе Масса из Ferrari вновь не смог пробиться в третий сегмент. Команда HRT в полном составе смогла попасть в 107 % от времени лидера Q1 и первый раз в сезоне будет участвовать в гонке.
| Место | №  | Гонщик            | Конструктор          | Часть 1  | Часть 2  | Часть 3  | Старт |
| ----- | -- | ----------------- | -------------------- | -------- | -------- | -------- | ----- |
| 1     | 4  | Льюис Хэмилтон    | McLaren-Mercedes     | 1:37,813 | 1:37,106 | 1:36,219 | 1     |
| 2     | 3  | Дженсон Баттон    | McLaren-Mercedes     | 1:37,575 | 1:36,928 | 1:36,368 | 2     |
| 3     | 7  | Михаэль Шумахер   | Mercedes             | 1:37,517 | 1:37,017 | 1:36,391 | 3     |
| 4     | 2  | Марк Уэббер       | Red Bull-Renault     | 1:37,172 | 1:37,375 | 1:36,461 | 4     |
| 5     | 9  | Кими Райкконен    | Lotus-Renault        | 1:37,961 | 1:36,715 | 1:36,461 | 10    |
| 6     | 1  | Себастьян Феттель | Red Bull-Renault     | 1:38,102 | 1:37,419 | 1:36,634 | 5     |
| 7     | 10 | Ромен Грожан      | Lotus-Renault        | 1:38,058 | 1:37,338 | 1:36,658 | 6     |
| 8     | 8  | Нико Росберг      | Mercedes             | 1:37,696 | 1:36,996 | 1:36,664 | 7     |
| 9     | 5  | Фернандо Алонсо   | Ferrari              | 1:38,151 | 1:37,379 | 1:37,566 | 8     |
| 10    | 15 | Серхио Перес      | Sauber-Ferrari       | 1:37,933 | 1:37,477 | 1:37,698 | 9     |
| 11    | 18 | Пастор Мальдонадо | Williams-Renault     | 1:37,789 | 1:37,589 |          | 11    |
| 12    | 6  | Фелипе Масса      | Ferrari              | 1:38,381 | 1:37,731 |          | 12    |
| 13    | 19 | Бруно Сенна       | Williams-Renault     | 1:38,437 | 1:37,841 |          | 13    |
| 14    | 11 | Пол Ди Реста      | Force India-Mercedes | 1:38,325 | 1:37,877 |          | 14    |
| 15    | 16 | Даниэль Риккардо  | Toro Rosso-Ferrari   | 1:38,419 | 1:37,883 |          | 15    |
| 16    | 12 | Нико Хюлькенберг  | Force India-Mercedes | 1:38,303 | 1:37,890 |          | 16    |
| 17    | 14 | Камуи Кобаяси     | Sauber-Ferrari       | 1:38,372 | 1:38,069 |          | 17    |
| 18    | 17 | Жан-Эрик Вернь    | Toro Rosso-Ferrari   | 1:39,077 |          |          | 18    |
| 19    | 20 | Хейкки Ковалайнен | Caterham-Renault     | 1:39,306 |          |          | 24    |
| 20    | 21 | Виталий Петров    | Caterham-Renault     | 1:39,567 |          |          | 19    |
| 21    | 24 | Тимо Глок         | Marussia-Cosworth    | 1:40,903 |          |          | 20    |
| 22    | 25 | Шарль Пик         | Marussia-Cosworth    | 1:41,250 |          |          | 21    |
| 23    | 22 | Педро де ла Роса  | HRT-Cosworth         | 1:42,914 |          |          | 22    |
| 24    | 23 | Нараин Картикеян  | HRT-Cosworth         | 1:43,655 |          |          | 23    |

## Гонка
| Место | С  | +/- | №  | Гонщик            | Команда            | Ш | Круги | Время/причина схода | О  |
| ----- | -- | --- | -- | ----------------- | ------------------ | - | ----- | ------------------- | -- |
| 1     | 8  | ▲7  | 5  | Фернандо Алонсо   | Ferrari            | P | 56    | 2:44:51,812         | 25 |
| 2     | 9  | ▲7  | 15 | Серхио Перес      | Sauber-Ferrari     | P | 56    | +2,263              | 18 |
| 3     | 1  | ▼2  | 4  | Льюис Хэмилтон    | McLaren-Mercedes   | P | 56    | +14,591             | 15 |
| 4     | 4  | ▬   | 2  | Марк Уэббер       | Red Bull-Renault   | P | 56    | +17,688             | 12 |
| 5     | 10 | ▲5  | 9  | Кими Райкконен    | Lotus-Renault      | P | 56    | +29,456             | 10 |
| 6     | 13 | ▲7  | 19 | Бруно Сенна       | Williams-Renault   | P | 56    | +37,667             | 8  |
| 7     | 14 | ▲7  | 11 | Пол Ди Реста      | Mercedes           | P | 56    | +44,412             | 6  |
| 8     | 18 | ▲10 | 17 | Жан-Эрик Вернь    | Toro Rosso-Ferrari | P | 56    | +46,985             | 4  |
| 9     | 16 | ▲7  | 12 | Нико Хюлькенберг  | Mercedes           | P | 56    | +47,892             | 2  |
| 10    | 3  | ▼7  | 7  | Михаэль Шумахер   | Mercedes           | P | 56    | +49,996             | 1  |
| 11    | 5  | ▼6  | 1  | Себастьян Феттель | Red Bull-Renault   | P | 56    | +1:15,527           |    |
| 12    | 15 | ▲3  | 16 | Даниэль Риккардо  | Toro Rosso-Ferrari | P | 56    | +1:16,828           |    |
| 13    | 7  | ▼6  | 8  | Нико Росберг      | Mercedes           | P | 56    | +1:18,593           |    |
| 14    | 2  | ▼12 | 3  | Дженсон Баттон    | McLaren-Mercedes   | P | 56    | +1:19,719           |    |
| 15    | 12 | ▼3  | 6  | Фелипе Масса      | Ferrari            | P | 56    | +1:39,319           |    |
| 16    | 19 | ▲3  | 21 | Виталий Петров    | Caterham-Renault   | P | 55    | +1 круг             |    |
| 17    | 20 | ▲3  | 24 | Тимо Глок         | Marussia-Cosworth  | P | 55    | +1 круг             |    |
| 18    | 24 | ▲6  | 20 | Хейкки Ковалайнен | Caterham-Renault   | P | 55    | +1 круг             |    |
| 19    | 11 | ▼8  | 18 | Пастор Мальдонадо | Williams-Renault   | P | 54    | Двигатель1          |    |
| 20    | 21 | ▲1  | 25 | Шарль Пик         | Marussia-Cosworth  | P | 54    | +2 круга            |    |
| 21    | 22 | ▲1  | 22 | Педро де ла Роса  | HRT-Cosworth       | P | 54    | +2 круга            |    |
| 22    | 23 | ▲1  | 23 | Нараин Картикеян  | HRT-Cosworth       | P | 54    | +2 круга2           |    |
| Сход  | 17 | ▼6  | 14 | Камуи Кобаяси     | Sauber-Ferrari     | P | 47    | Тормоза             |    |
| Сход  | 6  | ▼18 | 10 | Ромен Грожан      | Lotus-Renault      | P | 4     | Вылет               |    |

Примечание:

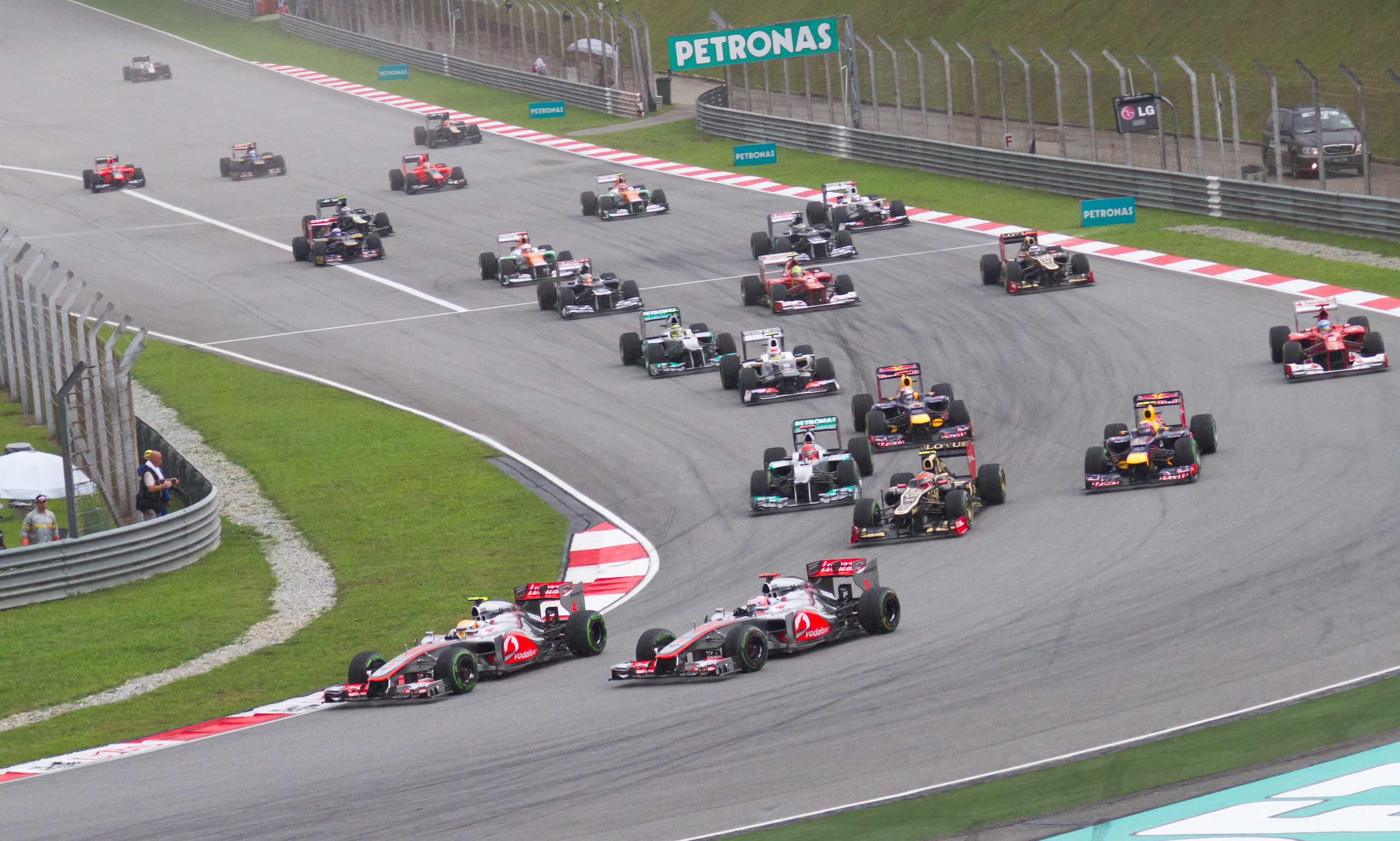
Старт гонки

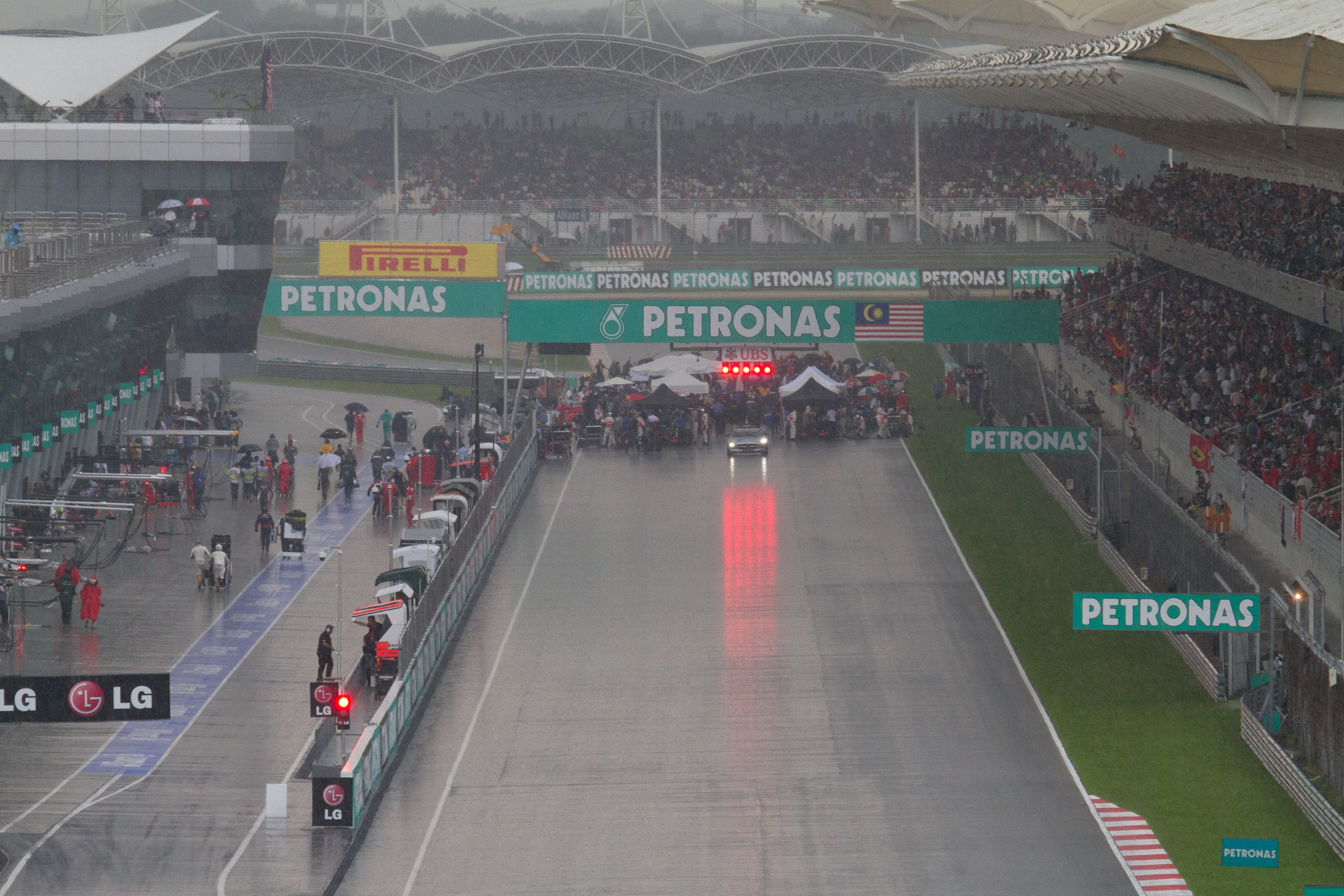
Остановка гонки из-за ливня

1. ↑  Мальдонадо не финишировал, но классифицирован, так как прошел больше 90 % дистанции.
2. ↑  Картикеян финишировал 21-м, но отшрафован проездом по пит-лейн за столкновение с Себастьяном Феттелем при пропуске на круг. Штраф наложен после гонки и был заменен прибавкой 20 секунд ко финишному времени.

## Положение в чемпионате после Гран-при
| Место | +/- | Гонщик          | Очки |
| ----- | --- | --------------- | ---- |
| 1     | ▲4  | Фернандо Алонсо | 35   |
| 2     | ▲1  | Льюис Хэмилтон  | 30   |
| 3     | ▼2  | Дженсон Баттон  | 25   |
| 4     | ▬   | Марк Уэббер     | 24   |
| 5     | ▲3  | Серхио Перес    | 22   |

| Место | +/- | Конструктор      | Очки |
| ----- | --- | ---------------- | ---- |
| 1     | ▬   | McLaren-Mercedes | 55   |
| 2     | ▬   | Red Bull-Renault | 42   |
| 3     | ▲1  | Ferrari          | 35   |
| 4     | ▼1  | Sauber-Ferrari   | 30   |
| 5     | ▬   | Lotus-Renault    | 16   |

- Примечание: В обе таблицы включены только 5 позиций.